# 国府村 (鳥取県)
国府村（こくふそん）は、鳥取県岩美郡にあった自治体である。「こおそん」とも言った。1896年（明治29年）3月31日までは法美郡に属した。

## 概要
現在の鳥取市国府町宮下・国府町町屋・国府町美歎・国府町庁・国府町中郷・国府町三代寺・国府町法花寺・国府町国分寺、および1984年（昭和59年）4月1日に設定された国府町奥谷1〜3丁目・国府町稲葉丘1〜3丁目・国府町分上1〜4丁目・国府町新町1〜2丁目・国府町新通り1〜4丁目に相当する。
村名は因幡国府の地であることに由来する。なお旧村域には後に国府町が発足しているが、国府村は合併で消滅したため同じ自治体ではない。
藩政時代には鳥取藩領の法美郡広西郷（ひろせのごう、広瀬郷とも）に属する法花寺村・庁村・町屋村・美歎村、中郷郷（ちゅうごうのごう）に属する中郷村・安田村・三代寺村・国分寺村、稲穂郷（いなほのごう）に属する宮下村・奥谷村があった。
宮下（みやのした）は因幡国一宮である宇倍神社の下に在ることに由来し、古来より国府の宮下と呼ばれた。枝郷として奥谷（おくだに）があったが元禄14年に分村した。
町屋（まちや）は古代国府の市場町であったことに、庁（ちょう）は古代に因幡国庁が置かれたことに由来する。
美歎（みたに）は三谷とも書き、美称の「美」および谷と同音の「歎」を当てたと考えられる。「歎」は「たん」と読むが、「谷」を「たん・だん」と読むのは珍しくなかったことによる（大谷＝おおだん、桜谷＝さくらだん）。またこれとは別に、水谷（みずたに）の略音とする考証も挙げられている。
中郷（ちゅうごう）は後の発掘調査で大規模な因幡国庁跡が発見され、国の中心であった歴史的環境から生まれた村名とされる。安田（あんだ）は宇倍神社の社司伊福部家の一族である伊福部安田大夫の屋敷があったことにちなむと伝えられ、近世中期以降の村政は中郷村として扱われた。現在は中郷の一部となり大字としての安田は存在しない。
国分寺（こくぶんじ）と法花寺（ほっけじ）は因幡国分寺および国分尼寺（法華寺）が建てられた地であることによる。三代寺（さんだいじ）は古寺の旧寺号に由来するとされるが古記録や遺構に乏しく明らかになっておらず、わずかに字奥谷や字焼地蔵という地が寺跡と伝えられるがそこに三代寺という寺が存在したという確証がない。

## 沿革
- 1881年（明治14年）9月12日 - 鳥取県再置。
- 1883年（明治16年）7月 - 連合戸長役場を宮下村に設置[3]。
- 1889年（明治22年）10月1日 - 町村制施行により、奥谷村・宮下村・町屋村・美歎村・庁村・中郷村・安田村・三代寺村・法花寺村・国分寺村が合併して村制施行し、国府村が発足。旧村名を継承した10大字を編成し、役場を宮下村に設置[2][3]。
- 1896年（明治29年）4月1日 - 郡制の施行により、邑美郡・法美郡・岩井郡の区域をもって岩美郡が発足し、岩美郡国府村となる。
- 1907年（明治40年）4月1日 - 法美村・御陵村と合併して宇倍野村が発足。同日国府村廃止[3]。

## 行政

### 戸長
- 宮下村外十九ヶ村連合戸長役場（1883年 - 1889年）：佐藤清人[6]
管轄区域：宮下村・奥谷村・町屋村・美歎村・庁村・中郷村・安田村・三代寺村・法花寺村・国分寺村（後の国府村）、麻生村・高岡村・糸谷村・谷村・神垣村（後の法美村）、広西村・玉鉾村・岡益村・清水村（後の御陵村の一部）、岩倉村（後の稲葉村の一部）[7]

### 村長
- 武田長好（1896年）[8]
- 米谷仁左衛門（1905年 - 1906年、後の初代宇倍野村長）[9]

## 教育
- 国府尋常小学校（現・鳥取市立宮ノ下小学校）
- 法美高等小学校：1899年（明治32年）10月6日、町屋に開校。後に郡立法美農業学校となる[1][3]。

## 交通
- 雨滝街道（現在の県道31号・県道291号）[3]

## 主要施設
- 宇倍神社
- 因幡国分寺
- 歩兵第40連隊兵営：奥谷と隣接する稲葉村・面影村の境界付近に設置。

## 旧跡
- 因幡国庁跡
- 鳥取藩主池田家墓所

## 出身者
- 岡田機外（俳人、奥谷村生まれ、1873年 - 1949年）